# Lili Marleen (Schiff)
Die Lili Marleen ist ein Kreuzfahrtschiff unter Segeln, das 1994 von der Reederei Peter Deilmann in Dienst gestellt und nach dem gleichnamigen Lied von Hans Leip benannt wurde.
Im Jahr 2004 wurde das Schiff an die Shelwina Corporation Sdn. Bhd. nach Malaysia verkauft und wird seither von Port Klang aus für Charterfahrten eingesetzt.

## Geschichte
Der Neubau wurde am 21. Dezember 1993 von der Elsflether Werft mit der Baunummer 417 auf Kiel gelegt und lief am 28. Mai 1994 vom Stapel. Die Lili Marleen wurde im September 1994 fertiggestellt und an die Reederei Deilmann abgeliefert, welche das Schiff weltweit einsetzte. Bei einer Stammbesatzung von 25 Mann stand für die 50 Passagiere das Segelerlebnis in legerer Atmosphäre und ohne Abendgarderobe im Vordergrund. Zuletzt unternahm die Lili Marleen, den Wünschen der Passagiere folgend, einwöchige Segelkreuzfahrten in die Ostsee vom Heimathafen Neustadt in Holstein aus. In den Jahren 1997 und 2004 nahm das Schiff auch an der Hanse Sail teil.
Im Jahr 2004 wurde das Schiff an die Shelwina Corporation Sdn. Bhd. nach Malaysia verkauft und wird seither von Port Klang aus für Charterfahrten eingesetzt, so im Juni 2011 vor Langkawi.

## Passagiereinrichtungen
- Kabinendeck: 20 Kabinen der Kategorie B (ca. 10 m2 mit Bullaugen)
- Hauptdeck: 2 Kabinen der Kategorie A (ca. 9 m2 mit geschlossenem Fenster), Restaurant, Palaver Deck, Lounge und Bar
- Promenadendeck: 3 Kabinen der Kategorie C (ca. 13 m2 mit geschlossenem Fenster), Lili’s Bar und Sonnendeck

## Einzelnachweis
1. ↑  Flickr-Bilderserie der Lili Marleen 2011 (abgerufen am 25. April 2013)